# Podocarpus affinis
Podocarpus affinis là một loài thực vật hạt trần trong họ Thông tre. Loài này được Seem. miêu tả khoa học đầu tiên năm 1868 và chỉ có thể tìm thấy chúng tại Fiji. 